# Cason Millecampi
Der Cason Millecampi oder Casone Millecampi ist eine kleine Insel im Süden der Lagune von Venedig, die zur Gemeinde Chioggia gehört. Sie hat eine Fläche von 4.135 m² oder 0,4135 ha und liegt im Valle Millecampi im Südwesten der Lagune.
Auf der Insel befindet sich ein einziges Haus mit einem riesigen Kamin, das jedoch teilweise zerstört ist. Diese Art von Häusern wird als Cason(e) di pesca bezeichnet. Sie dienen den Fischern (pescatori) als Unterkunft, Lager und Anlegestelle für ihre Boote. Dabei bedeutet ‚casone‘, abgeleitet von ‚casa‘, ‚großes Haus‘. Von hier aus wurde die Bewirtschaftung dieses Valle da pesca gesteuert.

## Geschichte
Das Inselchen, das den Nordrand der Kommune Chioggia markiert (zusammen mit den Valli del Cornio und dei Sette Morti,) hatte nur lokale Bedeutung, da es an keiner der tiefen Kanäle liegt.
Heute wird die Insel gelegentlich noch von Fischern aufgesucht und hin und wieder von Besuchern der südwestlichen Lagune. In den sehr flachen Gewässern ist dies jedoch vielfach nur bei Flut möglich.